# KPC Górnik Polkowice
KPC „Górnik” Polkowice (pełna nazwa: Klub Podnoszenia Ciężarów „Górnik” Polkowice) – klub sportowy istniejący od 1972 roku. Inicjatorem założenia klubu był Michał Garbaczewski. Od 2008 roku klub bierze udział w rozgrywkach I ligi w podnoszeniu ciężarów.

## Zawodnicy
- Konrad Gromkiewicz
- Damian Inglot
- Arsen Kasabijew
- Roman Kliś
- Szymon Kołecki